# Vicia gigantea
Vicia gigantea är en ärtväxtart som beskrevs av Aleksandr Andrejevitj Bunge. Vicia gigantea ingår i släktet vickrar, och familjen ärtväxter. Inga underarter finns listade i Catalogue of Life.